# Utta Danella – Eine Liebe im September
Utta Danella – Eine Liebe im September ist ein deutscher Film von Gloria Behrens aus dem Jahr 2006. Die Verfilmung geht zurück auf Utta Danellas Roman Quartett im September und ist die 12. Folge der Filmreihe. Die Hauptrollen sind besetzt mit Uschi Glas, Peter Bongartz und Gila von Weitershausen.

## Handlung
An ihrem 50. Geburtstag wird Vera von ihrem Chef und Lebensgefährten enttäuscht. Er vergibt einen interessanten Rechercheauftrag an eine jüngere Kollegin und vergisst ihren Geburtstag. Darauf flüchtet Vera zu ihrer Freundin Amelie in die Oberlausitz.
Beim Reiten lernt sie Robert Gerlach kennen, in den sie sich verliebt. Dann findet Vera heraus, dass es sich um Miles Spoon handelt.

## Produktion
Die Dreharbeiten für Eine Liebe im September begannen am 25. Juli 2005 und endeten am 24. August 2005. Die Erstausstrahlung des Films im Programm Das Erste erfolgte am 15. September 2006. Gedreht wurde in München, Zwickau und Bautzen.

## Kritik
TV Spielfilm konnte dem Film nichts abgewinnen und urteilte: „Groschenhefte haben wenigstens Brennwert!“ Der Film erhielt einen von drei Punkten für Humor, der Daumen zeigte nach unten.